# 章必功
章必功（1949年11月3日—），中國文學家，原深圳大学校长。

## 生平
曾任安徽省铜陵市科委秘书。1977年恢复高考后，考入安徽师范大学安庆教学点中文系。1981年，考入北京大学中文系古代文学研究生学习，系该专业当年唯一一名来自京外高校的应届本科生。
1984年硕士毕业后，深大创校时请北大给予人才，遂赴深圳大学任教，历任深圳大学中文系副主任、中国文化与传播系主任、深圳大学副校长兼师范学院院长。
2005年4月至2012年7月，出任深圳大学校长。

## 著作
主要論著
- 《〈紅樓〉講稿》
- 《元好問暨金人詩傳》
- 《文體史話》
- 《中國旅遊史》《中國旅遊通史》
- 《天问讲稿》
- 《古典作业》

譯著
- 《意識形態的時代》

論文
- 《六詩探故》、《紅樓詩話》等三十餘篇。參編《先秦文學史（詩經）》

主編
- 《文化與傳播》
- 《華夏人文概覽》

主持
- 《紅樓夢》多媒體課程教學研究
- 國家高等教育教材十五規劃專案《華夏人文概覽》
- 主持廣東十五社科規劃專案《嶺南近代文學大系》的編撰

演講
- 《品詩論史》
- 《江山代有才人出——章必功校长讲演录》

## 轶事
- 章必功在担任深圳大学校长期间开通校长信箱，其收到的3万封邮件是每信必回，广受师生欢迎，被深大学生亲切称为“老章”[6]，自认为是“粉丝”的学子们自称“章鱼”，在任期间被稱為“明星校長”、“最牛大學校長”[1]。
- 虽然章必功从北京大学毕业，但他多次向媒体表示不喜欢“211”和“985”的划分，认为不应该对高等院校划为三六九等[7]，并曾因叫板就业歧视的某银行而著名[4]。
- 宿舍楼楼名及餐厅名称是深大特色，均为中文系的几位老教师以及老校长章必功拟定[8]。